# Manoj Kumar (Boxer)
Manoj Kumar Kaltagdia (* 10. Dezember 1986 in Rajound, Kaithal) ist ein indischer Boxer im Halbweltergewicht. 

## Herkunft und Familie
Manoj Kumar stammt aus Rajound im Distrikt Kaitha, welcher im Bundesstaat Haryana liegt. Sein älterer Bruder Rajesh Kumar Rajound ist ehemaliger Box-Nationaltrainer der Juniorenmannschaft, sein jüngerer Bruder Mukesh Kumar war ebenfalls Boxer und arbeitet bei der Eisenbahn. Sein Vater ist ehemaliger Soldat, seine Mutter Hausfrau. Manoj ist zudem Inhaber eines nach ihm benannten Boxclubs in Kurukshetra.

## Boxkarriere
Manoj Kumar erreichte bei den Asienspielen 2006 das Viertelfinale, wo er gegen Serik Säpijew ausschied. Bei den Asienmeisterschaften 2007 gewann er dann eine Bronzemedaille im Halbweltergewicht nach einer Halbfinalniederlage gegen Bjambyn Tüwschinbat. 2009 in Mailand startete er erstmals bei einer Weltmeisterschaft, unterlag jedoch noch im ersten Kampf gegen Myke Carvalho.
Bei den Commonwealth Games 2010 gewann er die Goldmedaille im Halbweltergewicht nach einem Finalsieg gegen Bradley Saunders und nahm an den Weltmeisterschaften 2011 in Baku teil, wo er durch Siege gegen Valentino Knowles, Raymond Moylette und Hu Qing ins Viertelfinale einzog. Dort schied er zwar beim Kampf um einen Medaillenplatz gegen Thomas Stalker aus, hatte sich aber mit dem Erreichen des Viertelfinales für die Olympischen Spiele 2012 in London qualifiziert. Dort besiegte er in der Vorrunde Serdar Hudaýberdiýew, unterlag jedoch im Achtelfinale erneut gegen Thomas Stalker.
Bei den Asienmeisterschaften 2013 gewann er erneut eine Bronzemedaille im Halbweltergewicht, nachdem er diesmal im Halbfinale gegen Urantschimegiin Mönch-Erdene ausgeschieden war. Durch Siege gegen Fatih Keleş und Yves Ulysse erreichte er zudem das Viertelfinale bei den Weltmeisterschaften 2013 in Almaty, wo er gegen Yasniel Toledo unterlag.
Bei den Asienspielen 2014 verlor er gegen Masatsugu Kawachi und bei den Commonwealth Games 2014 im Viertelfinale gegen Sam Maxwell, nachdem er zuvor unter anderem Arthur Biyarslanov besiegt hatte. Zudem wurde er 2014 noch mit dem Arjuna Award ausgezeichnet. Bei den Asienmeisterschaften 2015 schied er im Viertelfinale gegen Fazliddin Gʻoibnazarov und bei den Weltmeisterschaften 2015 in Doha in der Vorrunde gegen Abdelhak Aatakni aus.
2016 gewann er die Südasienspiele und startete bei der asiatischen Olympiaqualifikation 2016, wo er noch im ersten Kampf gegen Abylaichan Schüssipow scheiterte. Bei der weltweiten Qualifikation 2016 besiegte er Danielito Zorrilla, Eslam Aly, Airin Ismetow und Schawkat Rachimow, womit er ein Ticket für die Olympischen Spiele 2016 in Rio de Janeiro lösen konnte. Bei seinen zweiten Olympischen Spielen gewann er die Vorrunde gegen Evaldas Petrauskas, schied aber dann gegen Fazliddin Gʻoibnazarov aus.
Bei den Asienmeisterschaften 2017 unterlag er im Viertelfinale gegen Bjambyn Tüwschinbat, hatte sich jedoch mit dieser Platzierung für die Weltmeisterschaften 2017 in Hamburg qualifiziert. Nach einem Sieg gegen Vasile Belous verlor er jedoch gegen Gabriel Maestre. Bei den Asienspielen 2018 schied er im Achtelfinale aus und gewann eine Bronzemedaille im Weltergewicht bei den Commonwealth Games 2018.